# Ob-La-Di, Ob-La-Da
Az Ob-La-Di, Ob-La-Da a The Beatles egyik legismertebb száma, amelynek szerzői John Lennon és Paul McCartney, noha a dal nagy részét valójában Paul McCartney írta.
A szerző a dalt az együttes 1968-as indiai tartózkodása alatt írta. A dal felvételei 1968 júliusában készültek az EMI stúdiójában. A felvételek a dal bonyolult zenéje miatt több napig tartottak. Geoff Emerick, a zenekar hangmérnöke visszaemlékezése szerint Lennon "nyíltan és hangosan utálta" a dalt, inkább "Paul zeneszarának" nevezte, bár időnként lelkesnek tűnt, "amolyan bolondként viselkedett". Lennon a felvételek alatt többször is elhagyta a stúdiót, majd később mindig marihuána hatása alatt tért vissza. A dal 1968. november 22-én jelent meg a The Beatles albumon.
Az Ob-La-Di, Ob-La-Da a mai napig megosztja a kritikusok véleményét. Míg egyes kritikusok az együttes legjobb dalának nevezik, addig egyes kritikusok az együttes legrosszabb, legpocsékabb dalának nevezik. A dal 2004-ben bekerült a Blender magazin Minden idők 50 legrosszabb dala listájába.

## Közreműködött
- Paul McCartney – ének, elektromos basszusgitár, akusztikus basszusgitár,[6] taps, ütőhangszerek
- John Lennon – zongora, háttérvokál, taps, ütőhangszerek
- George Harrison – akusztikus gitár, háttérvokál, taps, ütőhangszerek
- Ringo Starr – dob, bongo, maracas, egyéb ütőhangszerek, taps

Egyéb zenészek:
- Három ismeretlen zenész – szaxofon
- George Martin – fafúvós hangszerek

## Külső hivatkozások
- Dalszöveg Archiválva 2020. november 11-i dátummal a Wayback Machine-ben